# Leichtathletik-Länderkampf der Männer 1977 Sowjetunion – BR Deutschland
| 4. Leichtathletik-Länderkampf mit bundesdeutscher Beteiligung 1977 | 4. Leichtathletik-Länderkampf mit bundesdeutscher Beteiligung 1977 |
| ------------------------------------------------------------------ | ------------------------------------------------------------------ |
|                                                                    |                                                                    |
| Ländervergleich der Männer: Sowjetunion – BR Deutschland           |                                                                    |
| Austragungsort                                                     | Sotschi                                                            |
| Wettbewerbe                                                        | 21                                                                 |
| Datum                                                              | 4./5. Juni                                                         |
| 1. URS 2. FRG                                                      | 129 Punkte 095 Punkte                                              |
| Chronik                                                            |                                                                    |
| ← NLD-FRG-SUI Str'lauf (M)                                         | URS-FRG (F) →                                                      |

Der vierte Vergleich des Länderkampfjahres 1977 war der erste Länderkampf des Jahres mit dem allgemeinen leichtathletischen Programm. Dabei kam es zum achten Aufeinandertreffen mit der Sowjetunion als eine der stärksten Leichtathletiknationen Europas. Ausgetragen wurden die Wettkämpfe am 4./5. Juni in der südrussischen Stadt Sotschi, wo im Vorjahr die Mehrkämpfer der beiden Länder Vergleiche durchgeführt hatten. Außer der ersten Begegnung 1958 in Augsburg hatte die UdSSR alle weiteren Vergleiche für sich entschieden.

## Modus
Auf dem Programm stand neben den bei Länderkämpfen üblichen zwanzig Disziplinen zusätzlich noch das 10.000-Meter-Bahngehen. Aus dem olympischen Wettbewerbskatalog fehlten nur der Marathonlauf, die beiden Disziplinen im Straßengehen und der Zehnkampf. Am Start waren diesmal wieder nur zwei Teilnehmer je Land und Wettbewerb. Die Wertung erfolgte nach dem Standardsystem.

## Ergebnis
In den Einzelläufen gab es ein Übergewicht der bundesdeutschen Leichtathleten. Sie entschieden sieben Wettbewerbe für sich, ihre sowjetischen Gegner kamen hier auf vier Disziplinerfolge. Von den beiden Staffeln verbuchte jedes Team eine auf seinem Konto. Im Technikbereich war die Sowjetunion hoch überlegen. Lediglich den Speerwurf konnte ein bundesdeutscher Werfer gewinnen, alle anderen Sprung- und Wurf-/Stoßwettbewerbe gingen an die Sowjetunion. So musste die Bundesrepublik Deutschland mit 95 zu 129 Punkten auch diesmal wieder eine deutliche Niederlage hinnehmen.

## Legende
Kurze Übersicht zur Bedeutung der Symbolik – so üblicherweise auch in sonstigen Veröffentlichungen verwendet:
| DNS | nicht am Start (did not start) |
| DSQ | disqualifiziert                |

## Resultate

### 100 m
| Platz | Athlet              | Land | Zeit (s) |
| ----- | ------------------- | ---- | -------- |
| 1     | Alexander Aksinin   | URS  | 10,58    |
| 2     | Wolodymyr Ihnatenko | URS  | 10,59    |
| 3     | Heinz Busche        | FRG  | 10,66    |
| 4     | Dieter Steinmann    | FRG  | 10,82    |

Datum: 4. Juni

### 200 m
| Platz | Athlet                 | Land | Zeit (s) |
| ----- | ---------------------- | ---- | -------- |
| 1     | Franz-Peter Hofmeister | FRG  | 20.96    |
| 2     | Nikolai Kolesnikow     | URS  | 21,21    |
| 3     | Juri Naumenko          | URS  | 21,52    |
| 4     | Klaus Ehl              | FRG  | 21,62    |

Datum: 5. Juni

### 400 m
| Platz | Athlet                 | Land | Zeit (s) |
| ----- | ---------------------- | ---- | -------- |
| 1     | Lothar Krieg           | FRG  | 46,21    |
| 2     | Franz-Peter Hofmeister | FRG  | 46,23    |
| 3     | Wjatscheslaw Dozenko   | URS  | 47,29    |
| 4     | Wladimir Jewstjunin    | URS  | 47,60    |

Datum: 4. Juni

### 800 m
| Platz | Athlet              | Land | Zeit (min) |
| ----- | ------------------- | ---- | ---------- |
| 1     | Willi Wülbeck       | FRG  | 1:48.7     |
| 2     | Wladimir Podoljako  | URS  | 1:49,3     |
| 3     | Reinhard Aechtle    | FRG  | 1:49,5     |
| 4     | Pawel Litowtschenko | URS  | 1:50,3     |

Datum: 5. Juni

### 1500 m
| Platz | Athlet              | Land | Zeit (min) |
| ----- | ------------------- | ---- | ---------- |
| 1     | Michael Lederer     | FRG  | 3:42,6     |
| 2     | Karl Fleschen       | FRG  | 3:42,8     |
| 3     | Sergej Tschirkow    | URS  | 3:44,8     |
| 4     | Wladimir Ponomarjow | URS  | 3:44,9     |

Datum: 4. Juni

### 5000 m
| Platz | Athlet            | Land | Zeit (min) |
| ----- | ----------------- | ---- | ---------- |
| 1     | Boris Kusnezow    | URS  | 13:48,8    |
| 2     | Detlef Uhlemann   | FRG  | 13:49,1    |
| 3     | Peter Weigt       | FRG  | 13:59,6    |
| 4     | Sergei Kultyschew | URS  | 14:45,3    |

Datum: 5. Juni

### 10.000 m
| Platz | Athlet                | Land | Zeit (min) |
| ----- | --------------------- | ---- | ---------- |
| 1     | Iwan Parlui           | URS  | 28:41,6    |
| 2     | Aleksandr Antipow     | URS  | 28:55,9    |
| 3     | Wolf-Dieter Poschmann | FRG  | 28:58,4    |
| 4     | Norbert Rautenberg    | FRG  | 30:43,0    |

Datum: 4. Juni

### 110 m Hürden
| Platz | Athlet                  | Land | Zeit (s) |
| ----- | ----------------------- | ---- | -------- |
| 1     | Wjatscheslaw Kulebjakin | URS  | 13,79    |
| 2     | Eduard Perewersew       | URS  | 13,92    |
| 3     | Dieter Gebhard          | FRG  | 14,33    |
| 4     | Hans-Walter Schmitt     | FRG  | 14,43    |

Datum: 4. Juni

### 400 m Hürden
| Platz | Athlet            | Land | Zeit (s) |
| ----- | ----------------- | ---- | -------- |
| 1     | Harald Schmid     | FRG  | 49.99    |
| 2     | Oleg Bulatkin     | URS  | 50,36    |
| 3     | Jauhen Haurylenka | URS  | 50,42    |
| 4     | Rolf Ziegler      | FRG  | 50,78    |

Datum: 5. Juni

### 3000 m Hindernis
| Platz | Athlet            | Land | Zeit (min) |
| ----- | ----------------- | ---- | ---------- |
| 1     | Michael Karst     | FRG  | 8:31,0     |
| 2     | Wladimir Filonow  | URS  | 8:38,0     |
| 3     | Josef Lechner     | FRG  | 8:40,0     |
| 4     | Artasches Mikojan | URS  | 8:43,2     |

Datum: 4. Juni

### 4 × 100 m Staffel
| Platz | Besetzung      | Land                                                                  | Zeit (s) |
| ----- | -------------- | --------------------------------------------------------------------- | -------- |
| 1     | Sowjetunion    | Alexander Aksinin Nikolai Kolesnikow Juris Silovs Wolodymyr Ihnatenko | 39,67    |
| DSQ   | BR Deutschland | Heinz Busche Klaus-Dieter Bieler Ulrich Haupt Klaus Ehl               |          |

Datum: 4. Juni

### 4 × 400 m Staffel
| Platz | Besetzung      | Land                                                                     | Zeit (min) |
| ----- | -------------- | ------------------------------------------------------------------------ | ---------- |
| 1     | BR Deutschland | Josef Michael Düsing Günter Karge Bernd Herrmann Lothar Krieg            | 3:06,8     |
| 2     | Sowjetunion    | Juri Naumenko Wladimir Smorodin Wladimir Jewstjunin Wjatscheslaw Dozenko | 3:09,6     |

Datum: 5. Juni

### 10 000-m-Bahngehen
| Platz | Athlet            | Land | Zeit (min) |
| ----- | ----------------- | ---- | ---------- |
| 1     | Karlis Apoljais   | URS  | 44:31,8    |
| 2     | Nikolai Polosow   | URS  | 45:28,3    |
| 3     | Heinrich Schubert | FRG  | 45:58,7    |
| 4     | Gerhard Weidner   | FRG  | 47:37,5    |

Datum: 5. Juni

### Hochsprung
| Platz | Athlet              | Land | Höhe (m) |
| ----- | ------------------- | ---- | -------- |
| 1     | Stanislaw Molotilow | URS  | 2,21     |
| 2     | Carlo Thränhardt    | FRG  | 2,21     |
| 3     | Gennadi Belkow      | URS  | 2,18     |
| 4     | Wolfgang Killing    | FRG  | 2,18     |

Datum: 4. Juni

### Stabhochsprung
| Platz | Athlet            | Land | Höhe (m) |
| ----- | ----------------- | ---- | -------- |
| 1     | Juri Issakow      | URS  | 5,50     |
| 2     | Wladimir Kischkun | URS  | 5,30     |
| 3     | Hans Gedrat       | FRG  | 5,30     |
| DNS   | Günther Lohre     | FRG  | verletzt |

Datum: 5. Juni

### Weitsprung
| Platz | Athlet              | Land | Weite (m) |
| ----- | ------------------- | ---- | --------- |
| 1     | Walerij Pidluschnyj | URS  | 7,94      |
| 2     | Alexei Perewersew   | URS  | 7,85      |
| 3     | Hans Baumgartner    | FRG  | 7,67      |
| 4     | Hans-Jürgen Berger  | FRG  | 7,66      |

Datum: 5. Juni

### Dreisprung
| Platz | Athlet            | Land | Weite (m) |
| ----- | ----------------- | ---- | --------- |
| 1     | Anatoli Piskulin  | URS  | 16,68     |
| 2     | Hennadij Kowtunow | URS  | 16,40     |
| 3     | Wolfgang Kolmsee  | FRG  | 16,20     |
| 4     | Richard Kick      | FRG  | 15,68     |

Datum: 4. Juni

### Kugelstoßen
| Platz | Athlet             | Land | Weite (m) |
| ----- | ------------------ | ---- | --------- |
| 1     | Anatoli Jarosch    | URS  | 20,60     |
| 2     | Alexander Nossenko | URS  | 20,00     |
| 3     | Josef Forst        | FRG  | 18,21     |
| 4     | Hein-Direck Neu    | FRG  | 15,14     |

Datum: 4. Juni

### Diskuswurf
| Platz | Athlet          | Land | Weite (m) |
| ----- | --------------- | ---- | --------- |
| 1     | Nikolai Wichor  | URS  | 64,72     |
| 2     | Alwin Wagner    | FRG  | 64,40     |
| 3     | Hein-Direck Neu | FRG  | 62,66     |
| 4     | Boris Saitschuk | URS  | 41,08     |

Datum: 5. Juni

### Hammerwurf
| Platz | Athlet          | Land | Weite (m) |
| ----- | --------------- | ---- | --------- |
| 1     | Boris Saitschuk | URS  | 75,90     |
| 2     | Karl-Hans Riehm | FRG  | 74,90     |
| 3     | Manfred Hüning  | FRG  | 72,42     |
| 4     | Jurij Sjedych   | URS  | 71,84     |

Datum: 4. Juni

### Speerwurf
| Platz | Athlet             | Land | Weite (m) |
| ----- | ------------------ | ---- | --------- |
| 1     | Michael Wessing    | FRG  | 84,28     |
| 2     | Nikolai Grebnjew   | URS  | 82,54     |
| 3     | Anatoli Scherebzow | URS  | 81,04     |
| 4     | Helmut Schreiber   | FRG  | 78,64     |

Datum: 5. Juni